# 腓力二世 (拿騷-威斯巴登-伊德施泰因)
腓力二世（Philipp II. von Nassau-Idstein，1516年—1566年1月3日），拿騷-威斯巴登-伊德施泰因伯爵（1558—1566），腓力一世的兒子。
腓力二世1566年死於威斯巴登，弟弟巴爾塔沙繼位。